# Gustav-V-land
Gustav-V-land (Noors: Gustav V Land) is een schiereiland op het eiland Nordaustlandet, dat deel uitmaakt van de Noorse eilandengroep Spitsbergen.
Het schiereiland zit aan het oosten vast aan de rest van het eiland en wordt in het oosten begrensd door het dal Rijpdalen. Ten noordoosten van het schiereiland ligt het Prins Oscarsland, ten oosten het Harald V-land en ten zuidoosten het Gustav Adolfland. Het schiereiland wordt aan de noordoostzijde begrensd door het Rijpfjorden (inclusief Lindhagenbukta en Sabinebukta) en de Nordenskiöldbukta, in het zuiden door het Wahlenbergfjorden, in het zuidwesten door het fjord Murchisonfjorden en de Straat Hinlopen en in het noordwesten door het fjord Lady Franklinfjorden, het fjord Brennevinsfjorden en de Noordelijke IJszee.
Onderdeel van het gebied zijn in het noordwesten ook de schiereilanden Storsteinhalvøya, Botniahalvøya en Laponiahalvøya.
Het schiereiland wordt voor het grootste deel bedekt door de ijskap Vestfonna.
Het schiereiland is vernoemd naar koning Gustaaf V van Zweden.